# Zondveld
Zondveld (Veghels dialect: "Zoffelt") is een buurtschap in de Noord-Brabantse gemeente Meierijstad. De naam Zondveld laat zich mogelijk verklaren als 'zuidelijk gelegen veld' (het eerste deel misschien afkomstig van het Germaanse sund 'zuidelijk') bezien vanuit de oude parochie Veghel of als afgezonderd veld, uit het woord sond 'afgezonderd' wegens de afgezonderde ligging. Veld betekent hier onontgonnen, woeste grond.

## Ligging
De buurtschap Zondveld is gelegen ten zuidwesten van de kern Veghel en wordt gerekend tot het dorp Zijtaart.

## Geschiedenis
De ontginning van Zondveld van vermoedelijk 11e of 12e eeuw plaats en behoort tot de oudste in de omgeving. Daarmee is Zondveld een van de oudste buurtschappen van Veghel.
De buurtschap bestond vroeger uit Laag en Hoog Zondveld. Op Laag Zondveld stond de Zondveldse Hoef, een oud herengoed, dat haar naam gaf aan deze buurtschap. Hoog Zondveld ontstond als primaire ontginning van kleine plaatselijke boeren.
Zondveld behoorde van oudsher tot de parochie Veghel. In latere eeuwen zijn er onduidelijkheden geweest over het grensverloop en het administratieve toebehoren van de buurtschap Zondveld. Juffrouw Anna van Hambroek, vrouwe van de heerlijkheid Jekschot, beweerde in 1644 tijdens een proces over de grenspalen van Sint-Oedenrode, Jekschot en Veghel, dat Zondveld binnen de grenzen van de heerlijkheid Jekschot lag. De grenzen van Jekschot en Veghel, zouden volgens haar liggen ter hoogte van het Rijbroek, een drassig broekland ten noorden van Zondveld.
De huizen van Zondveld behoorden echter tot het bestuurlijk ressort van Veghel, maar de wat zuidelijker gelegen landerijen ten noorden van de Jekschotse loop ressorteerden wel onder de heerlijkheid Jekschot. Zondveld bleef uiteindelijk onder Veghel en ter hoogte van de buurtschap kwam de gemeentegrens van Veghel en Sint-Oedenrode te liggen op de Jekschotse loop, een zijriviertje van de Aa.
In 1872 ging Zondveld deel uitmaken van de parochie Zijtaart.

## Ontwikkelingen
In het kader van de ruilverkaveling Sint-Oedenrode heeft de voormalige gemeente Veghel ter hoogte van Zondveld een oud ven in ere hersteld. Dit in het kader van natuurontwikkeling.

## Voetnoot
1. ↑  ANWB Topografische Atlas Noord-Brabant (2005) - kaart 74 166-399 ISBN 90-18-02128-8.
2. ↑  G. van Berkel en K. Samplonius, Nederlandse plaatsnamen, herkomst en historie